# Lobovalgus schulzei
Lobovalgus schulzei är en skalbaggsart som beskrevs av Franz Antoine 2002. Lobovalgus schulzei ingår i släktet Lobovalgus och familjen Cetoniidae. Inga underarter finns listade i Catalogue of Life.